# Zhang Jinghui
Zhang Jinghui ou Chang Ching-hui (張景惠), né en 1871 et mort le 11 novembre 1959 à Fushun (Liaoning), est un général et homme politique chinois qui fut Premier ministre de l'État du Mandchoukouo.

## Biographie
Zhang Jinghui est né à Tai'an au Sud-Ouest de Mukden dans la province du Liaoning. La région est le lieu de combat lors de la première guerre sino-japonaise de 1894-95, et Zhang rejoint les forces de cavalerie irrégulières honghuzi du seigneur de guerre Zhang Zuolin. Ces troupes sont recrutées comme mercenaires par les Japonais durant la guerre russo-japonaise de 1904-05. Dans les dernières années de la dynastie Qing, Zhang Zuolin est nommé vice-roi des trois provinces du Nord-Est (en) avec pour base Fengtian, et lors de la révolution chinoise de 1911, il s'arrange pour obtenir la reconnaissance de ses forces comme partie de l'armée de la nouvelle république de Chine. Zhang Jinghui est alors nommé commandant de la 27e brigade d'infanterie de l'armée de Beiyang. Cependant, après la mort de Yuan Shikai en 1916, cette armée se divise en multiples factions rivales.
Zhang Jinghui déserte les forces de Zhang Zuolin pour rejoindre la clique du Zhili de Wu Peifu. Mais il retourne plus tard vers Zhang Zuolin et devient son ministre de la Guerre dans le gouvernement de Beiyang de mai 1926 à juin 1927. Il sert ensuite comme ministre des Entreprises de juin 1927 à juin 1928. Au fil des années, il est nommé gouverneur de Harbin et du district spécial du chemin de fer de l'Est chinois dans le Nord de la Mandchourie. Cependant, après la mort de Zhang Zuolin lors de l'incident de Huanggutun le 4 juin 1928, les relations de Zhang Jinghui se détériorent avec ses successeurs. Il participe avec Zhang Xueliang à une conférence pour l'unité nationale organisée par le Kuomintang de Tchang Kaï-chek en janvier 1929 à Nankin.
Cependant, la balance politique change après l'incident de Mukden de 1931 et l'invasion japonaise de la Mandchourie par l'armée du Guandong. Zhang réuni une conférence à son bureau le 27 septembre 1931 pour mettre sur place un « comité d'urgence du district spécial » dans le but d'achever la sécession de la Mandchourie d'avec la Chine. Après l'expulsion du général pro-Kuomintang Ma Zhanshan de Qiqihar, Zhang proclame autonomie de son territoire, et en devient gouverneur le 7 janvier 1932. Incertain des intentions de l'Union soviétique au Nord, et incapable de chasser la présence militaire japonaise au Sud, Zhang conclu un accord avec les Japonais, et accepte de devenir gouverneur de la province du Heilongjiang dans le nouvel État du Mandchoukouo. Son refus de se baser à Harbin et de préférer Qiqihar créé cependant des frictions avec l'armée du Guandong.
Cependant, lorsque Ma Zhanshan accepte les termes des Japonais le 14 février 1932 en échange du poste de gouverneur du Heilongjiang, Zhang est démis de sa fonction. Ma se révolte plus tard en avril 1932 et Zhang prend sa place de ministre de la Défense de l'empire du Mandchoukouo.
Le 21 mai 1935, Zhang succède à Zheng Xiaoxu comme Premier ministre du Mandchoukouo à la demande de l'armée du Guandong malgré les protestations de l'empereur Puyi.
En tant que Premier ministre du Mandchoukouo, Zhang préfère rester passif et autorise les conseillers japonais de l'armée du Guandong à contrôler tous les aspects de l'administration au jour le jour, tandis qu'il passe ses journées à copier des sutras bouddhistes. Vilipendé par les historiens chinois pour ses prises de positions pro-japonaises, et surnommé le « Premier ministre Tofu » durant sa vie, Zhang passe dans l'histoire pour s'être seulement un peu opposé à l'administration japonaise - en critiquant la vente forcée de terres à des colons japonais. En 1943, il est le délégué officiel du Mandchoukouo à la conférence de la Grande Asie orientale tenue à Tokyo.
Également en 1943, un faux article publié par le  Time Magazine déclare que Zhang a empoisonné sa famille et tué ses conseillers japonais et d'autres membres du gouvernement du Mandchoukouo avant de se suicider.
Zhang reste Premier ministre jusqu'à la chute du Mandchoukouo après l'invasion soviétique de la Mandchourie d'août 1945.
Après la Seconde Guerre mondiale, Zhang est emprisonné en Sibérie avant d'être extradé en république populaire de Chine en 1950 et détenu au centre de détention de criminels de guerre de Fushun. Il meurt d'un arrêt cardiaque neuf ans plus tard en 1959.